# الغبيقي (بني قيس الطور)

تعديل مصدري - تعديل

الغبيقي هي إحدى قرى عزلة ربع الشمري بمديرية بني قيس الطور التابعة لمحافظة حجة، بلغ تعداد سكانها 86 نسمة حسب تعداد اليمن لعام 2004.